# عربشاه (تخت سلیمان)
عربشاه یک منطقهٔ مسکونی در ایران است که در دهستان احمدآباد واقع شده‌است. براساس سرشماری مرکز آمار ایران در سال ۱۳۹۵، عربشاه ۳۸۶ نفر جمعیت دارد.

## گویش ولحجه
مردم این روستا به زبان ترکی آذربایجانی صحبت می‌کنند.